# Alice Coachmanová
Alice Marie Coachmanová (9. listopadu 1923 Albany, Georgie – 14. července 2014) byla americká atletka, olympijská vítězka ve skoku do výšky.
Od dětství se musela vyrovnávat s rasovými předsudky i chudobou (zpočátku například skákala bosa). Během kariéry získala celkem 25 atletických národních titulů, z toho desetkrát za sebou v letech 1939 až 1948 zvítězila ve skoku do výšky. O možnost dosáhnout velkých mezinárodních sportovních úspěchů ji připravila druhá světová válka.
Na Letních olympijských hrách v Londýně v roce 1948, které se kvůli druhé světové válce konaly o čtyři roky později, se stala první ženou tmavé pleti, jež vybojovala zlatou olympijskou medaili. K tomuto úspěchu ji osobně poblahopřál i tehdejší britský král Jiří VI. Ve finále, ve kterém ji sužovaly bolesti zad zvítězila výkonem 168 cm, čímž tehdy vylepšila olympijský rekord. Stejnou výšku překonala také Britka Dorothy Tylerová, která však díky horšímu technickému zápisu získala stejně jako na LOH 1936 v Berlíně stříbro a bronz vybojovala Francouzka Micheline Ostermeyerová (161 cm). Po olympijských hrách ukončila sportovní kariéru.